# Masanori Matsuyama
| Odkryte planetoidy: 19 (wspólnie z Kazuo Watanabe) | Odkryte planetoidy: 19 (wspólnie z Kazuo Watanabe) |
| -------------------------------------------------- | -------------------------------------------------- |
| (4459) Nusamaibashi                                | 30 stycznia 1990                                   |
| (4584) Akan                                        | 16 marca 1990                                      |
| (5064) Tanchozuru                                  | 16 marca 1990                                      |
| (5215) Tsurui                                      | 9 stycznia 1991                                    |
| (5291) Yuuko                                       | 20 grudnia 1990                                    |
| (5293) Bentengahama                                | 23 stycznia 1991                                   |
| (5686) Chiyonoura                                  | 20 grudnia 1990                                    |
| (5848) Harutoriko                                  | 30 stycznia 1990                                   |
| (6098) Mutojunkyu                                  | 31 października 1991                               |
| (6210) Hyunseop                                    | 14 stycznia 1991                                   |
| (8493) Yachibozu                                   | 30 stycznia 1990                                   |
| (8824) Genta                                       | 18 stycznia 1988                                   |
| (11873) Kokuseibi                                  | 30 listopada 1989                                  |
| (15718) Imokawa                                    | 30 stycznia 1990                                   |
| (19983) Inagekiyokazu                              | 18 lutego 1990                                     |
| (21036) Nakamurayoshi                              | 30 stycznia 1990                                   |
| (23448) 1988 BG                                    | 18 stycznia 1988                                   |
| (29144) 1988 FB                                    | 16 marca 1988                                      |
| (37586) 1991 BP2                                   | 23 stycznia 1991                                   |

Masanori Matsuyama (jap. 松山正則 Matsuyama Masanori; ur. 1950) – japoński astronom amator. Wspólnie z Kazuo Watanabe odkrył 19 planetoid. W uznaniu jego pracy nazwano jego nazwiskiem planetoidę (4844) Matsuyama.